# Alfred Skjøt-Pedersen
Alfred Peter Kristian Skjøt-Pedersen (31. juli 1897 i Aarhus – 7. juni 1979) var en dansk arkitekt i overgangsfasen mellem nyklassicisme og funktionalisme. Han arbejdede som arkitekt oftest i kompagniskab med Curt von Lüttichau.
Skjøt-Pedersens forældre var tømrermester Peder Christian Pedersen og Dorothea Skjøt. Han blev tømrersvend 1916, tog afgang fra Teknisk Skole i Aarhus 1916 og gik på Kunstakademiets Arkitektskole i København fra oktober 1920 indtil afgangen i januar 1926, hvorefter han drev egen tegnestue. Undervejs var han på rejse i Frankrig og Grækenland 1924. Han tog navneskift fra Pedersen til Skjøt-Pedersen 11. marts 1927.
Han blev gift 22. marts 1945 i Holte med Eleonora Kirstine Hansen (f. 22. marts 1912 i København), datter af skibsfører Christian Laurits Hansen og Kristine Hansen.

## Værker

### Sammen medCurt von Lüttichau
- Villa for skibsreder Arne Schmiegelow, Bernstorffsvej 30, Hellerup (1926-27, haven siden udstykket)
- Sankt Annæ Plads 5, København, ombygning for Det forenede Oliekompagni (1927)
- Flere BP-benzintankstationer
- Forretningsejendom, Østergade 36, København (1929)
- Ombygning, Østergade 38 (1929)
- Boligbebyggelsen Tranehusene, Tranegårdsvej 53-69, Hellerup (1930-31)
- Strandvejen 285, Skodsborg (1941)

### Alene
- Beboelsesejedom, hjørnet af Grundtvigsvej/Henrik Steffens Vej, Frederiksberg (1928)
- Villa, Vasehøjvej 11, Charlottenlund (1932)
- Blidah Park, Strandvejen, Hellerup, blok 7-8, 11-12, 16-18, 20-21 (1933-35, under navnet Kooperative Arkitekter, præmieret)
- Beboelsesejendom, Harsdorffsvej 4 A&B (1934)
- Slettegården, Dybendalsvej/Tulipanvej/Sallingvej, Vanløse (1933-34)
- Ringparken, C.F. Richs Vej, Frederiksberg (1934)
- Jørgenshave, Ordrupvej, Ordrup (1934)
- Aarhusgaarden, Åboulevarden 41/Frederiksgade 2, Aarhus (1935) [1]
- Dalhusene, Sallingvej/Dybendalsvej/Vanløse Allé/Åbakkevej, Vanløse (1936-37)
- Desuden tegninger til sølvtøj og møbler